# Champagne Beach

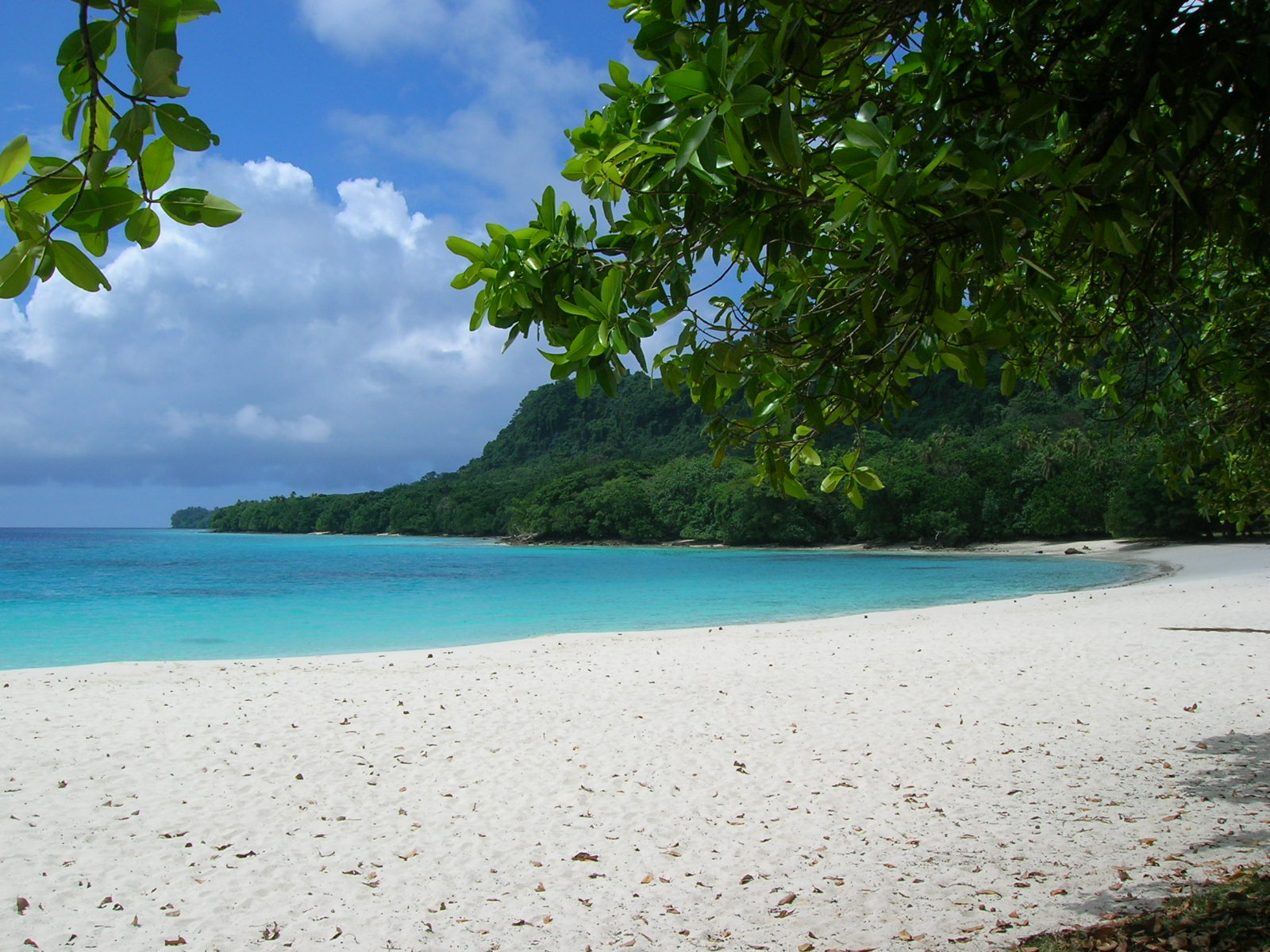
Champagne Beach

Champagne Beach ist ein im Nordosten der Pazifikinsel Espiritu Santo gelegener Sandstrand. Die Insel gehört zur Republik Vanuatu, dem früheren Kondominium Neue Hebriden.

## Geographie
Champagne Beach liegt in der Nähe von Hog Harbour, dem Sitz der britischen Verwaltung in der Zeit des britisch-französischen Kondominiums der Inselgruppe.

## Tourismus
Der Strand ist für seinen schönen, weißen Sand und das klare Wasser des Meeres bekannt und wird regelmäßig von Touristen aufgesucht. Er ist auch Ziel von Kreuzfahrtschiffen, hauptsächlich aus Australien kommend.
Koordinaten: 15° 8′ 37,7″ S, 167° 7′ 13,4″ O